# Danne Gansmoe
Hans Ove Daniel "Danne" Gansmoe, född 1952 i Göteborg, död 22 april 2016, var en svensk producent, trummis, munspelare och sångare. 
Han växte upp på Knippla i Öckerö kommun. Under 1970- och 1980-talet spelade han i flera kristna blues- och rockband som True Gospel Creation (TGC), Salt, Vatten och Jerusalem. År 1987 bildade han familj och flyttade till Norge, först till Oslo och sedan till Sarpsborg, där han omgående blev en del av det kristna musiklivet i Norge. Han spelade bland annat i kompgrupperna till Hans Inge Fagervik(no), Jan Groth(no) och kören Reflex(no). Han turnerade också i Skandinavien med internationella gospelartister som Andraé Crouch och Kurt Carr(en).